# デイル・デイビス
デイル・デイビス（Elliott Lydell "Dale" Davis、1969年3月25日 - ）は、アメリカ合衆国・ジョージア州トコア出身の元プロバスケットボール選手。NBAのインディアナ・ペイサーズなどで活躍した。身長211cm、体重115kg。ポジションはセンター、パワーフォワード。

## NBA
1991年のNBAドラフトで、クレムゾン大学からインディアナ・ペイサーズに全体13位で指名され、以後9年間同チームでプレーしてきた。入団直後から実力を発揮し、1990年代半ばになると常に10以上の得点とそれに近いリバウンドを記録してペイサーズのスタープレイヤーへと成長した。
1999-2000シーズンにはNBAオールスターゲームに出場しペイサーズもNBAファイナルへと進出し、充実したシーズンに終わった。しかしチームは若返りが必要と判断し、ジャーメイン・オニール、ジョー・クラインとのトレードでポートランド・トレイルブレイザーズへ移籍した。
ブレイザーズでは4シーズンを過ごし313試合に出場。そのうち235回がスターターであった。2004年7月20日、ダン・ディッカウと共にゴールデンステート・ウォリアーズのニック・バンエクセルとトレードされた。
2005年2月24日、バロン・デイビスの引き換えとしてスピーディ・クラクストンと共にニューオリンズ・ホーネッツへ移籍。しかし間もなく解雇され、同年3月4日にペイサーズと契約し、長年過ごしてきたチームへと復帰した。その後翌シーズンからデトロイト・ピストンズへと移り、06-07シーズンの37歳までプレイした。

## 私生活
2006年8月、マイアミビーチのホテルで逮捕された際に激しく抵抗したためスタンガンを打たれた。
実子はトレイス・ジャクソン＝デイビスである。